# Хайнрих фон Залдерн
Хайнрих фон Залдерн (на немски: Heinrich von Saldern; * 1532 в Греене (днес в Айнбек), Долна Саксония; † 2 декември 1588 в Хенекенроде (в Холе), Долна Саксония) е благородник от род Залдерн.
Той е син на Буркхард XVIII фон Залдерн (1483 – 1550) и съпругата му Якоба фон дер Асебург (1507 – 1571), дъщеря на Якоб III фон дер Асебург († сл. 1507) и Еулалия (Олека) фон Вестфален († 1511). Сестра му Маргарета фон Залдерн (1545 – 1615) е омъжена 1568 г. за Ахац фон Велтхайм (1538 – 1588), господар в Харбке и Острау.
Господарите фн Залдерн получават през 1567 г. Хенекенроде и през 1579/1580 г. Хайнрих фон Залдерн построява на местото на стария замък двореца Хенекенроде, който е продаден 1684/1685 г. на Адам Арнолд фон Боххолц.
Хайнрих фон Залдерн умира на 56 години на 2 декември 1588 г. в Хенекенроде.

## Фамилия
Хайнрих фон Залдерн се жени за Маргарета фон Велтхайм († сл. 1599), дъщеря на Левин „Дългия“ фон Велтхайм и фон Шенк. Те имат децата:
- Буркард фон Залдерн (* 1568; † 29 декмеври 1635), построява 1597 г. капела в двора на дворец Хенекенроде
- Аделхайд фон Залдерн († пр. 1595), омъжена 1587 г. за Ото фон Мюнххаузен (* 6 август 1561; † 7 април 1601, Лауенау)
- Олека фон Залдерн († 24 юли 1622, Хорст), омъжена на 25 ноември 1582 г. за граф Албрехт VI фон дер Шуленбург (1557 – 1607)
- Маргарета фон Залдерн (* 7 март 1574, Лауенщайн; † 17 юли 1609, Лимер), омъжена г. за 	Вилбранд фон Щокхайм (ок. 1572 – сл. 1621)